# Новомихайлівка (Криворізький район)
Новомиха́йлівка — село в Україні, у Девладівській сільській громаді Криворізького району Дніпропетровської області.
Населення — 28 мешканців.

## Географія
Село Новомихайлівка знаходиться на лівому березі річки Демурина, вище за течією на відстані 3 км розташоване село Демурино-Варварівка Кам'янського району, нижче за течією на відстані 0,5 км розташоване село Райполе.

## Історія
У 1924  селян  Новомихайлівки, яка тоді входила до Софіївського району, почалися суперечки щодо скасування існуючого порядку землекористування. Колись там  кожній хаті виділили по 15 десятин землі, та   з часом декотрі  сім'ї  розрослися, і у одних стало  10-12 членів сім'ї, а у інших 2-5.  Дворам з  10-12 осіб  стало  замало 15 десятин.  Малосімейні  виявилися  більш заможними, а багатосімейні вимагали перерозподілу від нової влади, зокрема  від Комітету незаможних селян (КНС, комнезам, в народі - незаможники).  В результаті зловживань з цього питання з боку районних начальників  16 вересня 1925 у Софіївці був проведений показовий суд, 

## Населення

### Мова
Розподіл населення за рідною мовою за даними перепису 2001 року:
| Мова       | Відсоток |
| ---------- | -------- |
| українська | 96,4 %   |
| російська  | 3,6 %    |

## Інтернет-посилання
- Погода в селі Новомихайлівка [Архівовано 20 грудня 2011 у Wayback Machine.]